# نادي دانوبيو
نادي دانوبيو لكرة القدم هو نادي كرة قدم أوروغواني، مقره في مونتيفيديو. تأسس النادي من قبل الأخوة البلغاريين ميغيل خوان، في 1 مارس 1932 جنبا إلى جنب شباب مدرسة «دي نيكاراغوا ريبوبليكا» في مونتيفيديو. اسم النادي اختير للإشارة إلى نهر الدانوب الممر المائي الرئيسي في بلغاريا.

## عنه
كان دانوبيو في موسم 2006/07 بطل أوروغواي بعد فوزه على بينارول 4-1 في ديسمبر 2006 للمطالبة الأرجنتيني وبينارول بفوزه بركلات الترجيح مرة أخرى للمطالبة الأرجنتيني عام 2007. دانوبيو فاز سابقا بلقب أوروغواي في كل من عامي 1988 و 2004. 